# Titus como monje
Titus, el hijo de Rembrandt, en hábito de monje es un óleo sobre lienzo firmado y fechado en 1660 por el pintor holandés Rembrandt van Rijn, que muestra a su hijo Titus en hábito franciscano. Actualmente forma parte de la colección del Rijksmuseum de Ámsterdam.
Aunque Titus no era un monje, posó como tal para hacer de modelo en un cuadro de San Francisco de Asís, santo con gran fama en toda Europa.